# Праведник (серія фільмів)

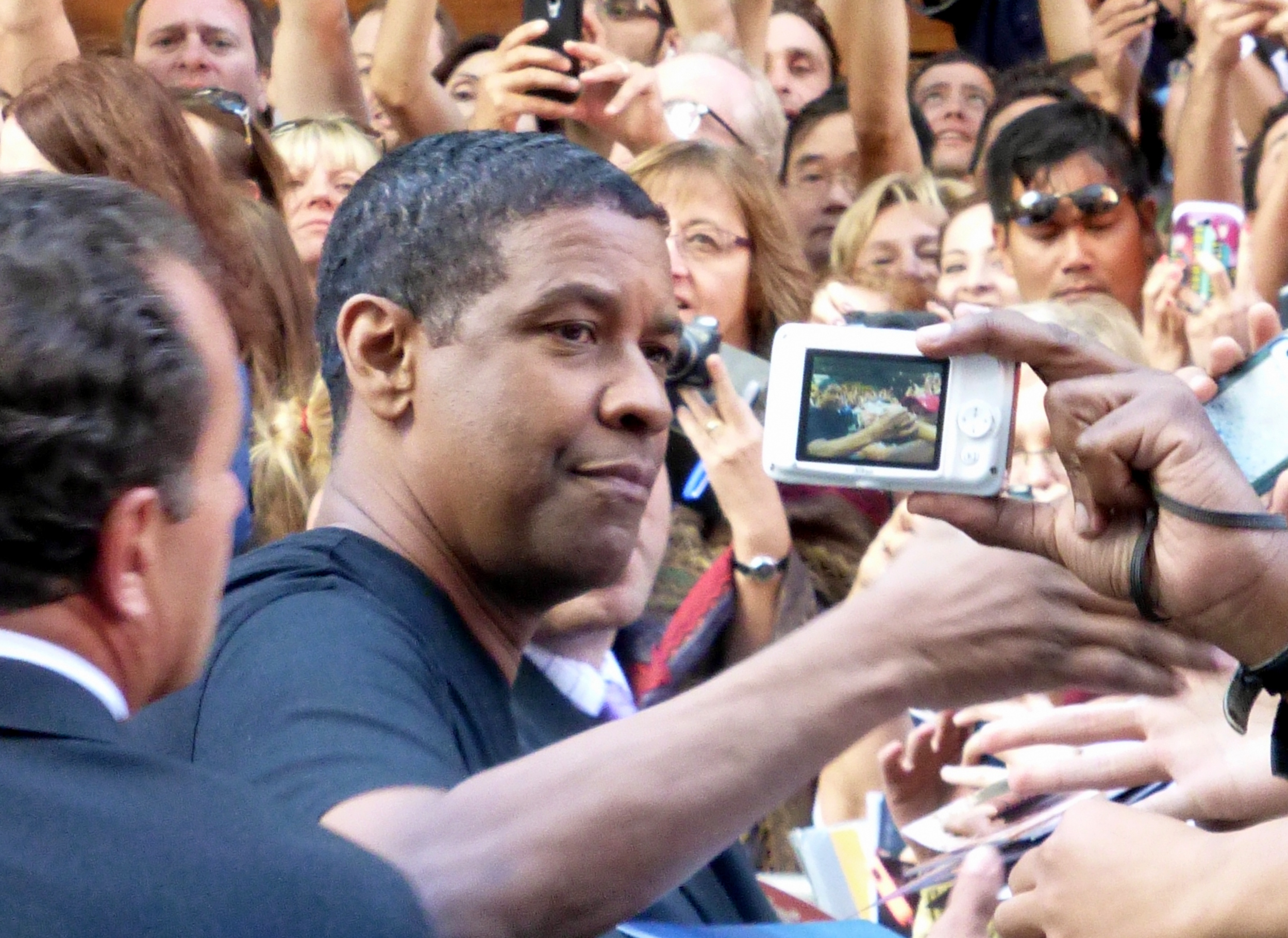
Виконавець ролі Роберта МакКолла в трилогії фільмів 2014-2023 років актор Дензел Вашингтон

Серія фільмів-бойовиків «Праведник» (англ. The Equalizer, буквально «Вирівнювач») розповідає про колишнього оперативника ЦРУ Роберта МакКолла, який один протистоїть організованій злочинності, захищаючи своїх друзів, причому він дає злочинцям можливість вибору: припинити свою діяльність або померти. Фільми 2014, 2018 та 2023 року засновані на однойменному американському телесеріалі, шпигунському трилері 1985—1989 років. Крім того, у 2021 році вийшов однойменний серіал із тією ж ідеєю, але з головною героїнею-жінкою на ім'я Робін МакКолл.

## Фільми франшизи
| Назва                      | Оригінальна назва | Прем'єра                         |
| -------------------------- | ----------------- | -------------------------------- |
| Праведник                  | The Equalizer     | 18 вересня 1985 — 24 серпня 1989 |
| Праведник                  | The Equalizer     | 26 вересня 2014                  |
| Праведник 2                | The Equalizer 2   | 20 липня 2018                    |
| Праведниця                 | The Equalizer     | з 7 лютого 2021                  |
| Праведник 3: Остання глава | The Equalizer 3   | 1 вересня 2023                   |

### Праведник (серіал, 1985—1989)
Американський телесеріал у жанрі шпигунського трилера, прем'єра якого відбулася на каналі CBS 18 вересня 1985 — 24 серпня 1989 року. Автори серіалу — Майкл Слоан і Річард Ліндхайм. У ролі Роберта МакКолла знявся британський актор і співак Едвард Вудворд (1930—2009).
За сюжетом, таємний агент неназваної розвідувальної організації використовує свої навички для відновлення справедливість від імені невинних людей, які опинилися в небезпечних обставинах. Часто він також має справу з людьми зі свого минулого, які хочуть повернути його до виконання таємних операцій або звести старі рахунки.
Концепція надихнула на кінотрилогію 2014—2023 років та переосмислений телесеріал 2021 року.

### Праведник (2014)
Кримінальний бойовик 2014 року знятий режисером Антуаном Фукуа. У головних ролях знялися Дензел Вашингтон, Мартон Чокаш, Хлоя Морец.

Український плакат фільму «Праведник 2»

Події фільму відбуваються в Бостоні, де Роберт МакКолл, після інсценування своєї загибелі, намагається розпочати спокійне життя на пенсії, але змушений стати на захист юної повії та інших жертв російського злочинного угруповання.

### Праведник 2
Бойовик знятий 2018 року режисером Антуаном Фукуа. У головних ролях: Дензел Вашингтон, Ештон Сандерс, Педро Паскаль, Білл Пуллман, Мелісса Лео.
Колишню колегу та найкращу подругу МакКолла вбивають під час поїздки в Європу, і коли він розуміє, що це не випадкові злочинці, то стає на шлях безжальної помсти.

### Праведниця (серіал, 2021)
Кримінальний телесеріал, прем'єра якого відбулася на каналі CBS 7 лютого 2021 року, знятий авторами серіалу 1985 року, Майклом Слоаном і Річардом Ліндхаймом (який помер 18 січня під час роботи над серіалом) за участі Квін Латіфи, яка виконала головну роль. У жовтні 2022 року відбулася прем'єра третього сезону, запланований четвертий сезон.
У центрі серіалу «вуличний янгол-охоронець» Робін МакКолл, яка використовує свої спеціальні навички для захисту простих жителів Нью-Йорка.

### Праведник 3: Остання глава
Бойовик знятий режисером Антуаном Фукуа як завершення трилогії. Головні ролі виконали Дензел Вашингтон та Дакота Фаннінг.
Колишній оперативник опиняється в маленькому містечку на півдні Італії, жителі якого потерпають від місцевої мафії. Ніхто не в змозі протистояти бандитам, побоюючись за свої сім'ї, тому за справу береться МакКолл, якому допомагає агентка ЦРУ.

## Романи
Автор фільмів Майкл Слоан написав серію романів про Роберта МакКолла, які є переосмисленням оригінальної ідеї та розповідають про головного героя, який став приватним детективом у Нью-Йорку.

### Список романів:
- 2014 — Праведник (англ. The Equalizer)[16]
- 2018 — Загиблі в бою: Роман про Праведника (англ. Killed in Action: An Equalizer Novel)[17]
- 2020 — Праведник: Реквієм (англ. Equalizer: Requiem)[18]